# FSV Pockau-Lengefeld
Der FSV Pockau-Lengefeld e.V. ist ein deutscher Fußballverein mit Sitz in der sächsischen Stadt Pockau-Lengefeld im Erzgebirgskreis.

## Geschichte

### Gründung bis 1990er Jahre
Der Verein besteht seit dem Jahr 1921, wurde nach dem Ende des Zweiten Weltkriegs aber aufgelöst. Danach organisierten sich die Mitglieder als SG Pockau. In dieser Konstellation nahm man an der einmalig ausgetragenen erstklassigen Landesmeisterschaft Sachsen in der Saison 1948/49 teil. Im Bezirk Chemnitz spielte man dabei in der Staffel 2 und erreichte am Saisonende mit 7:33 Punkten den elften Platz, wodurch die Mannschaft zur darauf folgenden Saison in die Bezirksklasse absteigen musste. Dann erfolgte die Umbenennung in BSG Lokomotive Pockau. Aus dieser Zeit sind jedoch keine Ergebnisse aus überregionalen Spielklassen bekannt. Nach der Wende wurde der Verein im Jahr 1991 erst einmal in ESV Lokomotive Pockau umbenannt und erhielt bis zum Anfang der 2000er Jahre den Namen FSV Pockau.

### Zeit als FSV Pockau
In der Saison 2003/04 spielte die erste Mannschaft in der Kreisliga A Mittleres Erzgebirge und belegte mit 29 Punkten den achten Platz. In der Spielzeit 2005/06 mit 22 Punkten Platz 12 stieg man in die 1. Kreisklasse ab. In der Folgesaison mit 58 Punkten und dem zweiten Platz gelang der Wiederaufstieg. Aus der Kreisliga wurde um das neue Jahrzehnt herum die Kreisliga A Erzgebirge, in welcher die Mannschaft die Staffel 4 auf dem elften Platz mit 23 Punkten abschließen konnte und in die 1. Kreisklasse Ost abstieg. In der Saison 2013/14 platzierte man sich mit 40 Punkten auf dem fünften Platz.

### Fusion mit Lengefeld
Zum 1. Januar 2014 fusionierte die ehemals eigenständige Gemeinde Pockau mit ebenfalls vorher eigenständigen Stadt Lengefeld zur neuen Stadt Pockau-Lengefeld. Hierdurch schloss sich dem Verein am 9. Mai 2014 die Fußball-Abteilung des SV Lengefeld an. Diese spielte in der Saison 2013/14 in der Kreisliga A und positionierte sich mit 25 Punkten auf dem elften Platz. Dadurch änderte sich der Vereinsname noch einmal in FSV Pockau-Lengefeld. Zur Saison 2014/15 übernahm man den Startplatz der ehemaligen Abteilung des SV Lengefeld in der Kreisliga A. Mit 41 Punkten erreichte man den vierten Platz. Die Saison 2016/17 schloss man mit 54 Punkten auf dem zweiten Platz und stieg somit erstmals in die Kreisoberliga Erzgebirge auf. Mit 36 Punkten gelang hier am Ende der Spielzeit 2017/18 der achte Platz. Nach der Saison 2018/19 reichte es mit 31 Punkten aber nur noch für den elften Platz und damit dem Abstieg zurück in die Kreisliga A. Dort spielt die Mannschaft auch noch bis heute.